# Mogneneins
Mogneneins ist eine französische Gemeinde im Département Ain in der Region Auvergne-Rhône-Alpes. Sie gehört zum Kanton Châtillon-sur-Chalaronne im Arrondissement Bourg-en-Bresse.

## Lage
Die Gemeinde Mogneneis liegt an der Saône am Nordwestrand der Landschaft Dombes, 33 Kilometer westsüdwestlich von Bourg-en-Bresse. Umgeben wird Mogneneins von den Nachbargemeinden Saint-Didier-sur-Chalaronne im Norden, Saint-Étienne-sur-Chalaronne im Osten, Peyzieux-sur-Saône im Süden und Dracé im Westen. Zu Mogneneins gehören neben der Hauptsiedlung auch die Weiler Avaneins und Flurieux.

## Bevölkerungsentwicklung
| Jahr                       | 1962 | 1968 | 1975 | 1982 | 1990 | 1999 | 2009 | 2021 |
| Einwohner                  | 399  | 409  | 373  | 442  | 491  | 572  | 718  | 813  |
| Quellen: Cassini und INSEE |      |      |      |      |      |      |      |      |

## Sehenswürdigkeiten
- Calvaire de Mogneneins, Monument historique
- Kirche Saint-Vincent
- Schloss Le Clachet
- Schloss Le Carillon
- Schloss Le Déaux
- Schloss Serran
- Marienstatue
- Wasserturm

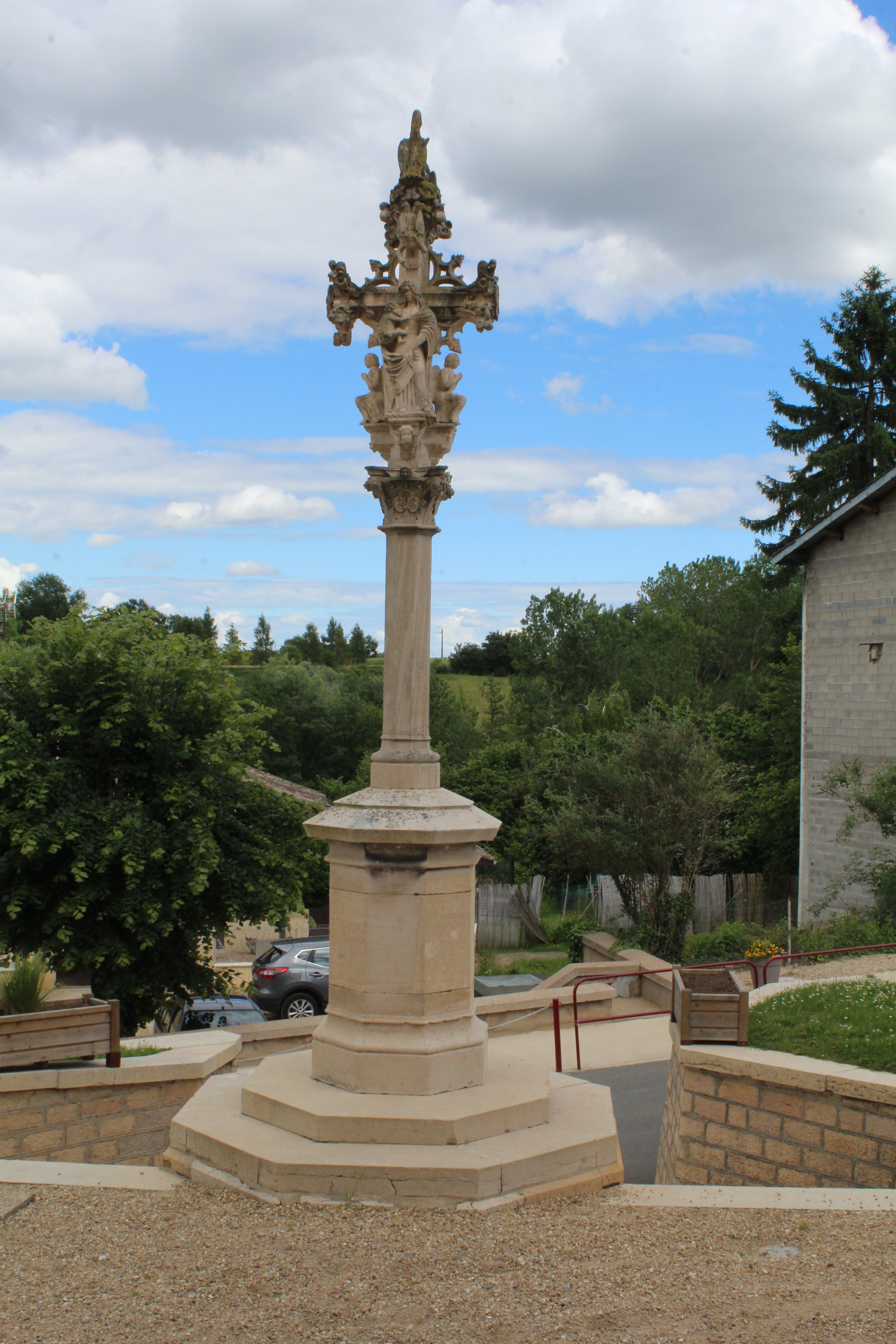
Calvaire de Mogneneins
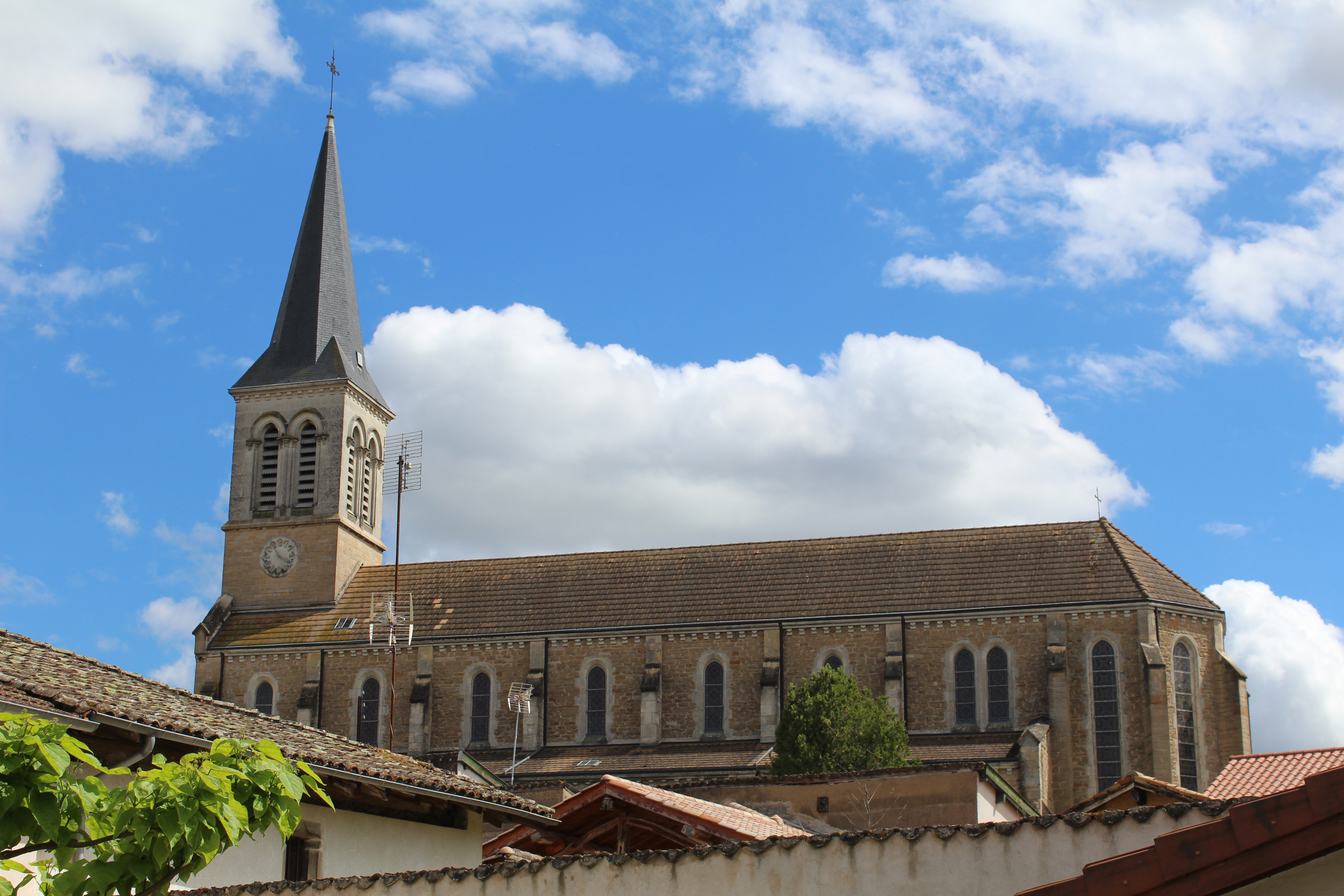
Kirche Saint-Vincent
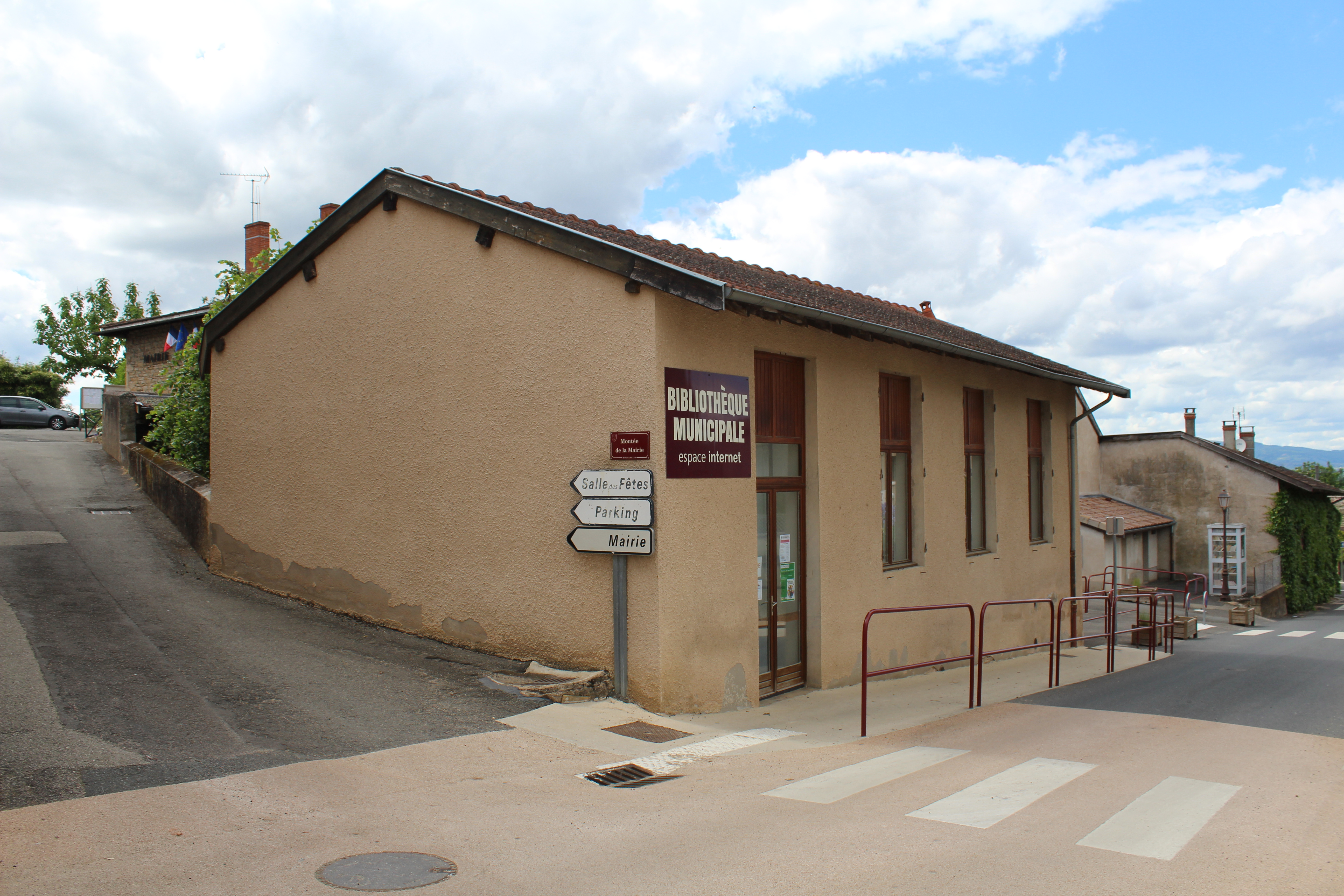
Bibliothek
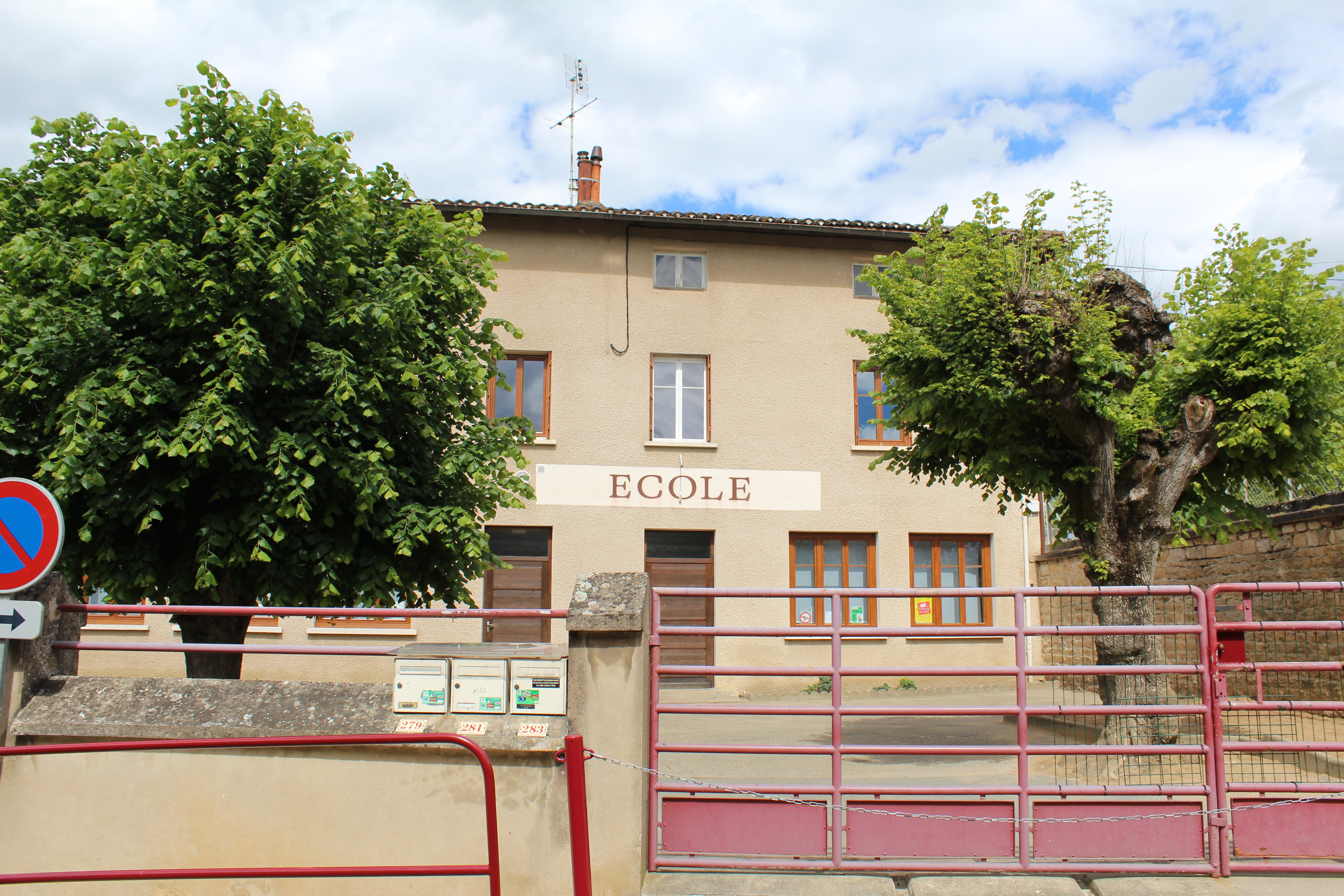
Schulhaus
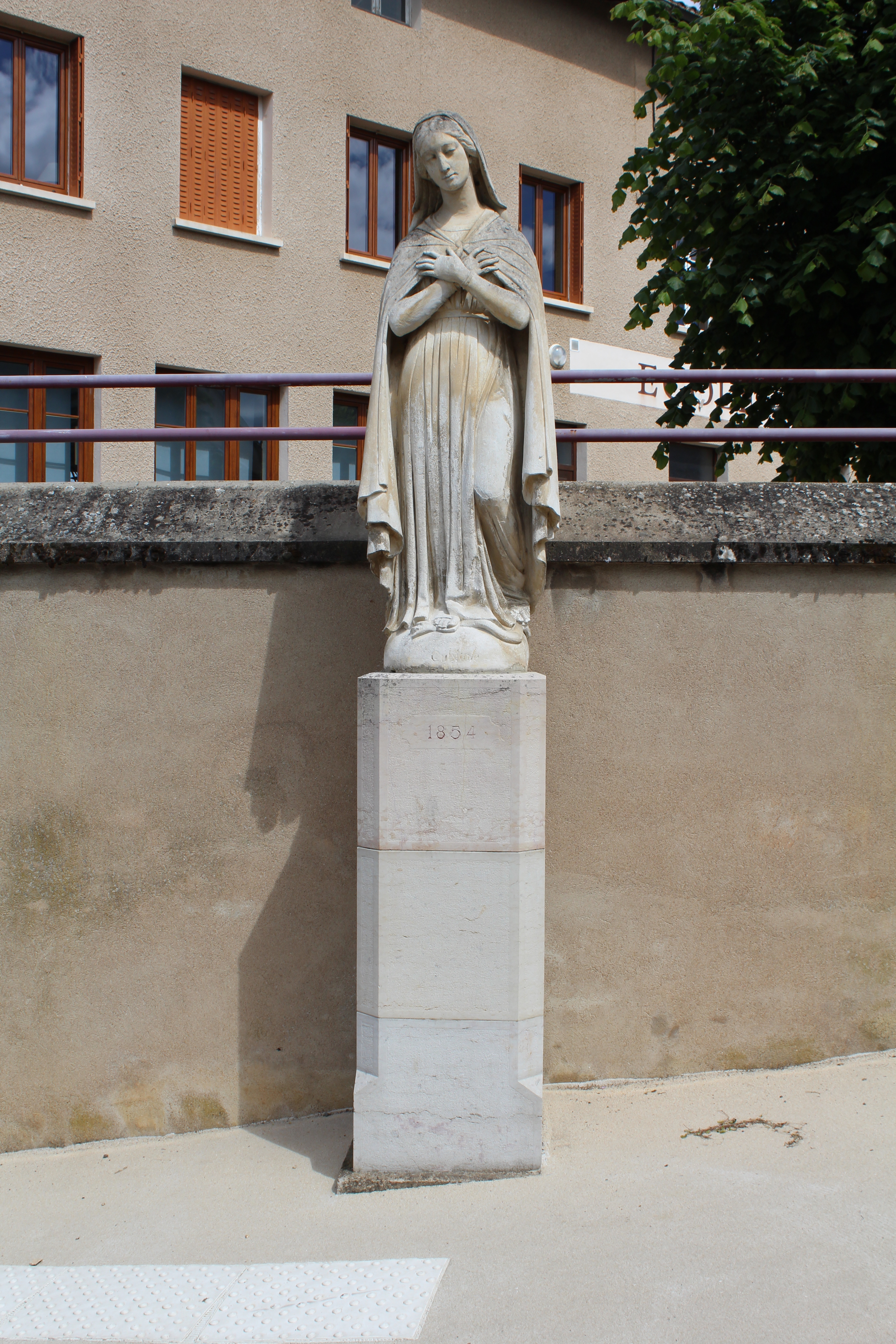
Marienstatue
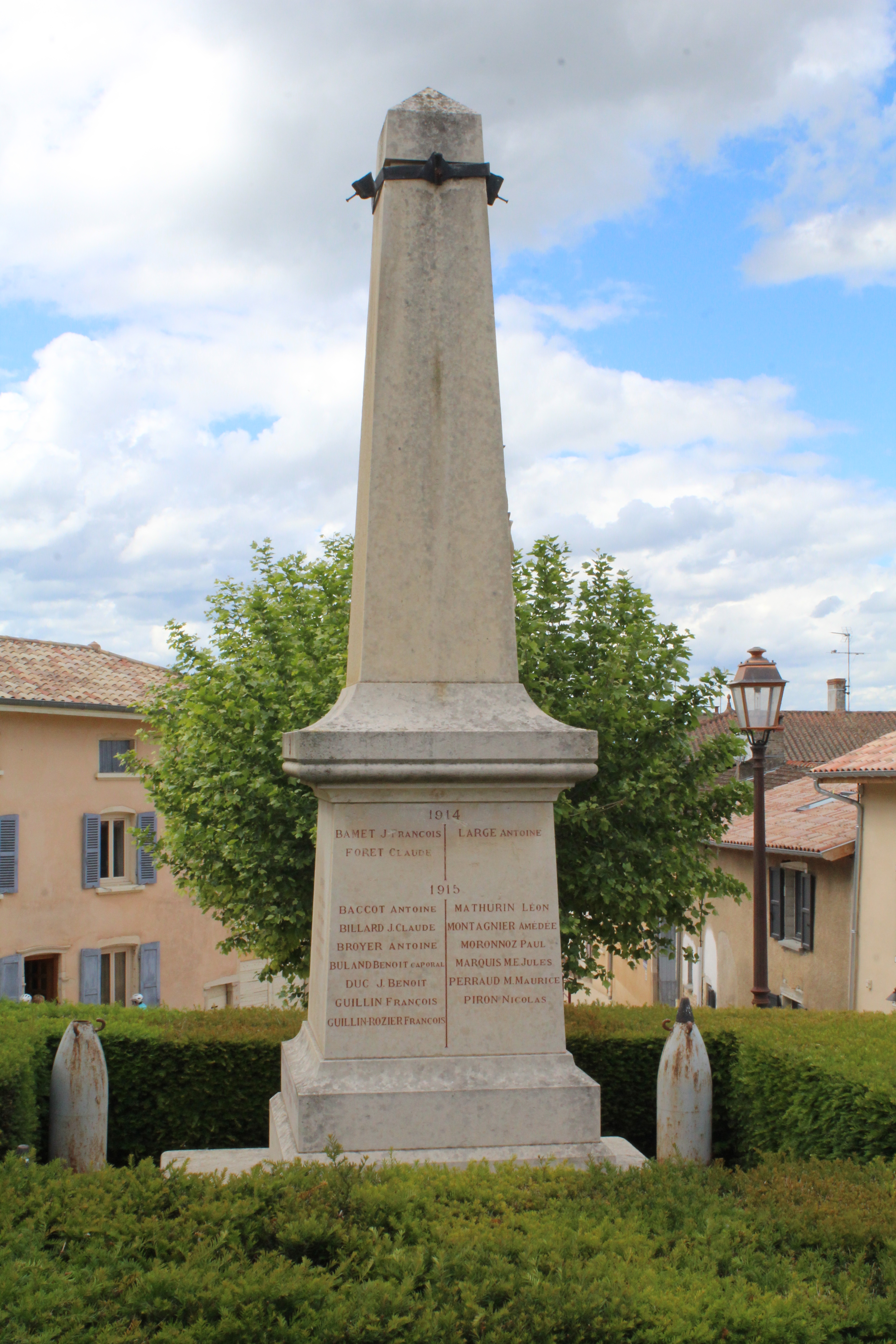
Gefallenendenkmal